# Crocidosema plebejana
Crocidosema plebejana es una especie de mariposa del género Crocidosema, familia Tortricidae.
Fue descrita científicamente por Zeller en 1847.